# 夏洛滕堡-维尔默斯多夫

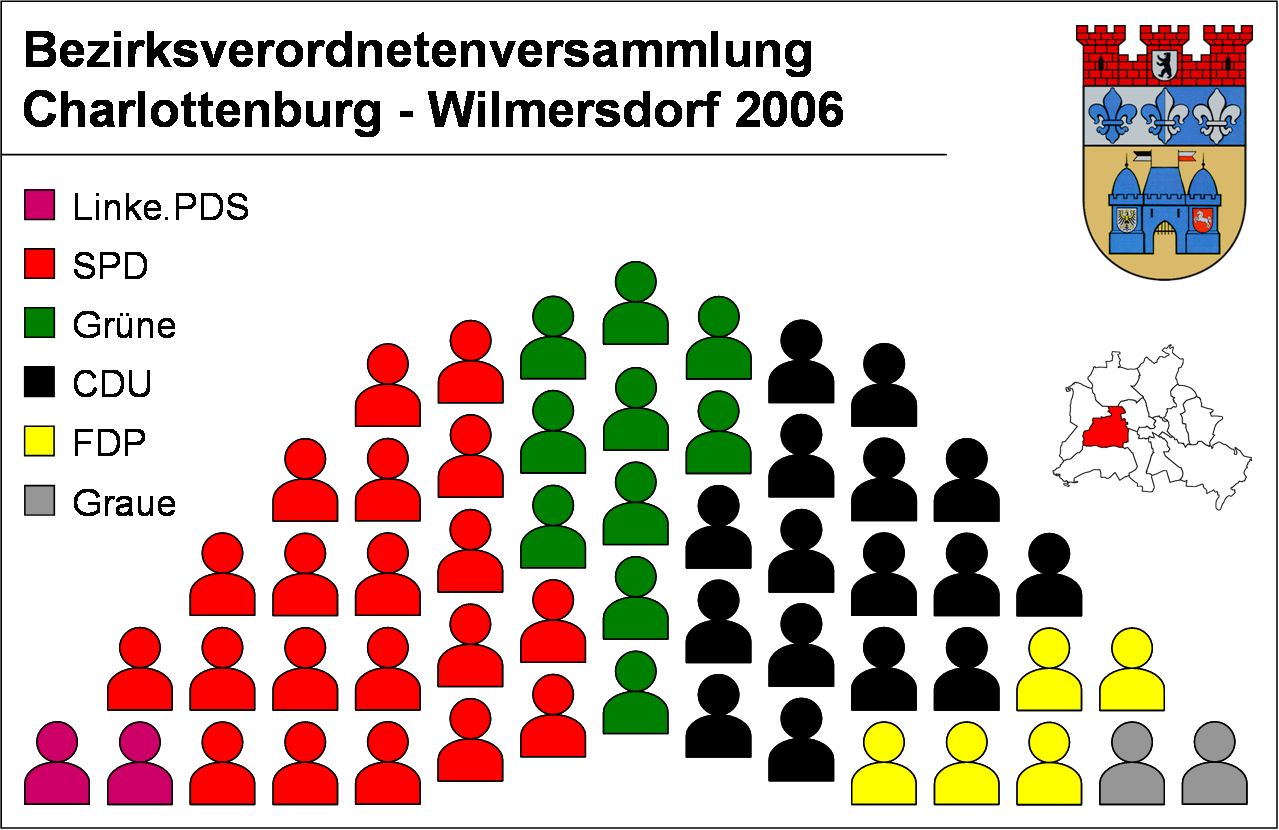

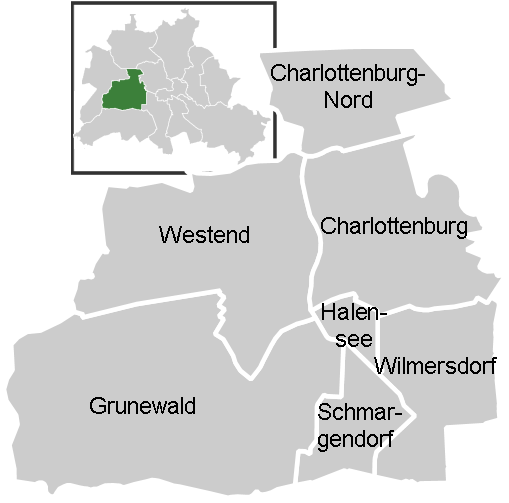
各分區的位置，小圖是夏洛滕堡-威尔默斯多夫在柏林的位置

夏洛滕堡-维尔默斯多夫（德語：Charlottenburg-Wilmersdorf，德語：[ʃaʁˌlɔtn̩bʊʁk ˈvɪlmɐsdɔʁf] ⓘ）是德国柏林的第四区，2001年成立，系合并夏洛滕堡和维尔默斯多夫而成。
该区是原西柏林的中心。柏林工业大学、柏林艺术大学（Universität der Künste）、柏林德意志歌剧院（Deutsche Oper Berlin）、夏洛滕堡宫和柏林奥林匹克体育场都位于本区。

## 分区
- 夏洛滕堡
- 夏洛滕堡北
- 格鲁讷瓦尔德
- 哈伦塞（Halensee）
- 施馬根多夫
- 西区（Westend）
- 维尔默斯多夫

## 友好城市

### 夏洛滕堡
- 德国巴特伊堡
- 匈牙利布达佩斯
- 英格兰伦敦刘易舍姆区
- 奥地利林茨
- 德国曼海姆
- 德国马尔堡-比登科普夫县
- 以色列奧爾耶胡達
- 義大利特伦托
- 德国瓦尔德克-弗兰肯贝格县

### 维尔默斯多夫
- 荷蘭阿珀尔多伦
- 德国福希海姆县
- 法國加尼
- 丹麦格萊薩克瑟
- 以色列卡梅爾
- 德国库尔姆巴赫县
- 乌克兰基辅佩切爾西基區
- 波蘭緬濟熱奇
- 德国明登
- 德国莱茵高-陶努斯县
- 斯普利特
- 英格兰伦敦萨顿区